# Teodor Żychliński
Teodor Żychliński herbu Szeliga (ur. 25 czerwca 1836, zm. 26 sierpnia 1909 w Poznaniu) – polski heraldyk, pamiętnikarz, dziennikarz i działacz kulturalny.

## Życiorys
Był synem Teodora, kapitana 11 Pułku Piechoty Księstwa Warszawskiego i Eleonory ze Stablewskich, brat  Ludwika. Początkowo był porucznikiem artylerii w armii pruskiej. Po wystąpieniu z czynnej służby (1862?) poświęcił się pracy dziennikarskiej i zamieszkał we Wrocławiu. 
Podczas powstania 1863 roku brał czynny udział w ruchu konspiracyjnym, m.in. na terenie Wrocławia. W lecie 1863 przeniósł się do Poznania, gdzie rozpoczął pracę w redakcji "Dziennika Poznańskiego" w latach 1864–1870 był jego redaktorem oraz korespondentem szeregu czasopism. W 1871 roku został jednym z dyrektorów spółki akcyjnej teatru narodowego w Poznaniu. W 1872 roku założył Kurier  Poznański będący organem kół ziemiańsko–konserwatywnych i do 1876 roku był jego redaktorem. W późniejszym  okresie zajmował się heraldyką i genealogią. 
Wydawca i współautor wydanej w latach 1879–1908 31–tomowej Złotej księgi szlachty polskiej, zawierających 521 monografii historyczno–genealogicznych rodzin szlacheckich. Opracował także Kronikę żałobną rodzin wielkopolskich. Swoje wspomnienia z powstania styczniowego zawarł w Wspomnieniach z roku 1863. W 1869 należał do komisji zajmującej się budową Teatru Polskiego w Poznaniu.